# Tourbillon (cheval)
Pour les articles homonymes, voir Tourbillon.
Tourbillon (1928-1954) est un cheval de course pur-sang anglais. Vainqueur du Prix du Jockey Club en 1931, il est devenu un étalon important pour l'élevage de Marcel Boussac.

## Carrière de courses

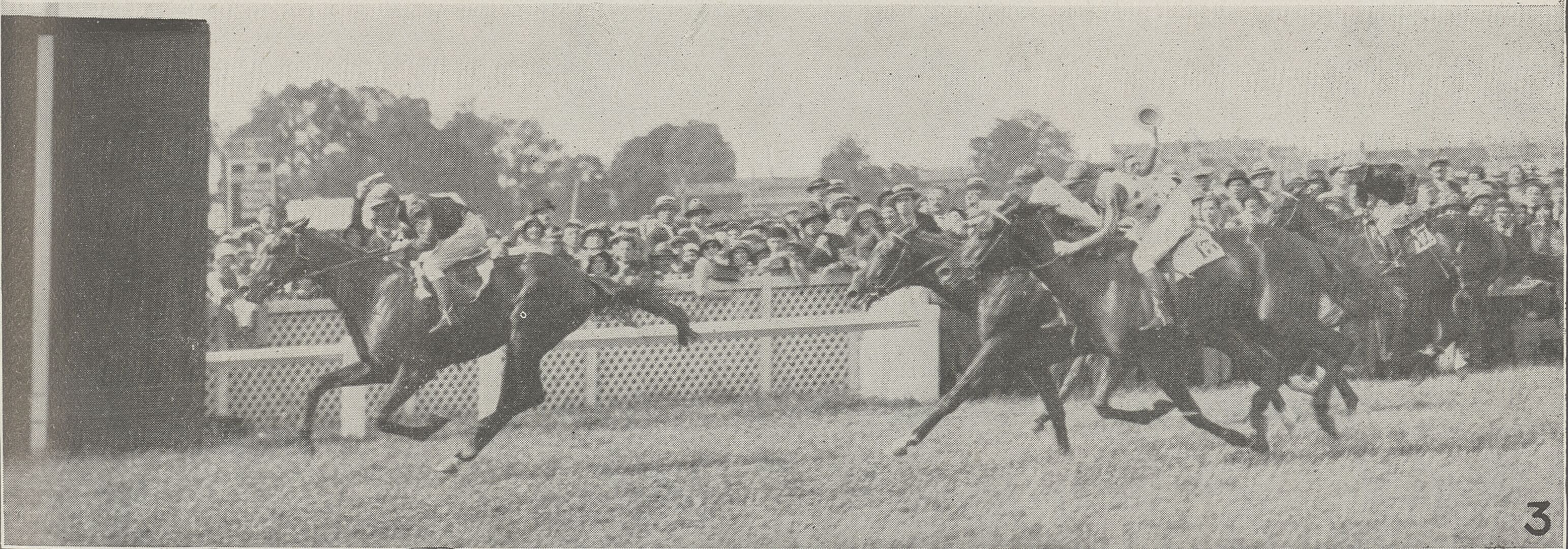
Arrivée du Prix du Jockey Club 1931

Né dans la pourpre, fils de deux champions, Tourbillon débute par une victoire en juillet 1930 et enchaîne quelques jours plus tard par un accessit d'honneur dans le Prix d'Aumale. William Hall, son entraîneur, l'envoie disputer le Zukunfts Rennen à Baden-Baden qui réunit certains des meilleurs 2 ans d'Outre-Rhin. Il s'y impose et revient à l'automne disputer le Grand Critérium de Longchamp, la plus grande course des 2 ans en France. Il ne peut s'y mettre en évidence, tandis qu'Indus est sacré devant Four in Hands et la future championne Pearl Cap. Mais c'est un autre poulain, Barneveldt, le lauréat du Critérium de Saint-Cloud, qui est classé numéro 1 des 2 ans.      
En 1931, Tourbillon semble avoir franchi un cap. Il s'impose pour sa rentrée dans le Prix Greffulhe devant Kousor et Indus, qui venait de s'adjuger la Poule d'Essai des Poulains et qui a peiné quand il s'est agi de monter en distance. Forgé pour la distance classique, Tourbillon quant à lui confirme dans le Prix Hocquart, ce qui le place parmi les favoris du Prix du Jockey Club. Et son succès dans le Prix Lupin clarifie encore la situation : l'élève de Marcel Boussac domine largement ses congénères, et finalement il triomphe dans le Prix du Jockey Club.     
La première partie de saison a appartenu à Tourbillon, sans contestation. Mais la seconde va lui échapper. Il subit sa première défaite de l'année dans le Grand Prix de Paris, battu par Barneveldt et Taxodium. Barneveldt avait terminé troisième du Jockey Club derrière Tourbillon et Brûledur, mais l'été venu, il prend le pouvoir. Dans le Prix du Président de la République (l'ancêtre du Grand Prix de Saint-Cloud), il confirme en écrasant Tourbillon, relégué à six longueurs. Après avoir enchaîné six courses en un peu plus de deux mois, celui-ci aspire à un peu de repos. Et c'est donc après un bénéfique break de deux mois qu'on le retrouve dans le Prix Royal Oak. Il ne peut s'y imposer, mais termine tout près du vainqueur du jour, Deiri, qui domine le tiercé dans l'ordre du Jockey Club : Tourbillon, Brûledur, Baneveldt.. La victoire de Tourbillon dans le Jockey Club était sa plus belle et sa dernière : aligné au départ d'un Prix de l'Arc de Triomphe disputé en petit comité, il échoue nettement et se retire au haras.    

### Résumé de carrière
| Date         | Hippodrome  | Pays        | Course                             |             | Jockey          | Place       | Écart       | Deuxième    |
| 1930, 2 ans  | 1930, 2 ans | 1930, 2 ans | 1930, 2 ans                        | 1930, 2 ans | 1930, 2 ans     | 1930, 2 ans | 1930, 2 ans | 1930, 2 ans |
| ------------ | ----------- | ----------- | ---------------------------------- | ----------- | --------------- | ----------- | ----------- | ----------- |
| 23 juillet   | Chantilly   | France      | Prix de Verneuil                   | 1 100 m     |                 | 1er / 15    |             |             |
| 29 juillet   | Chantilly   | France      | Prix d'Aumale                      | 1 200 m     |                 | 2e / 14     |             | Taraskoia   |
| 26 août      | Iffezheim   | Allemagne   | Zukunfts Rennen                    | 1 200 m     |                 | 1er / 7     |             | Filmenau    |
| 12 octobre   | Longchamp   | France      | Grand Critérium                    | 1 600 m     |                 | 6e          |             | Indus       |
| 1931, 3 ans  |             |             |                                    |             |                 |             |             |             |
| 31 avril     | Longchamp   | France      | Prix Greffulhe                     | 2 100 m     |                 | 1er / 15    | 1 ½         | Kousor      |
| 10 mai       | Longchamp   | France      | Prix Hocquart                      | 2 400 m     | Charlie Elliott | 1er / 8     | 3           | Brûledur    |
| 31 mai       | Longchamp   | France      | Prix Lupin                         | 2 100 m     |                 | 1er / 9     |             | Cake Walk   |
| 14 juin      | Chantilly   | France      | Prix du Jockey Club                | 2 400 m     | Charlie Elliott | 1er / 16    | 2           | Brûledur    |
| 28 juin      | Longchamp   | France      | Grand Prix de Paris                | 3 000 m     |                 | 3e / 13     | 1/2         | Barneveldt  |
| 5 juillet    | Saint-Cloud | France      | Prix du Président de la République | 2 500 m     |                 | 2e / 9      | 6           | Barneveldt  |
| 13 septembre | Longchamp   | France      | Prix Royal Oak                     | 3 000 m     |                 | 2e / 7      | enc.        | Deiri       |
| 4 octobre    | Longchamp   | France      | Prix de l'Arc de Triomphe          | 2 400 m     | Charlie Elliott | 6e / 10     | ―           | Pearl Cap   |

## Au haras
Depuis son fief du Haras de Fresnay-Le_Buffard, Tourbillon devient le socle de l'élevage Boussac, commencé au milieu des années 1910. Trois fois tête de liste des étalons français (1940, 1942, 1945), il est le père d'une multitude de champions, dont beaucoup ont tracé au haras, ce qui lui permet aujourd'hui encore d'être présent dans les pedigrees des purs-sangs sur tous les continents. Parmi ses meilleurs produits et continuateurs, citons (avec le nom du père de mère entre parenthèses) : 
- Djebel (Gay Crusader) : Middle Park Stakes, Prix d'Essai, 2000 Guinées, Grand Prix de Saint-Cloud, Prix de l'Arc de Triomphe. Deux fois tête de liste des étalons en France (1949, 1956), père notamment de Coronation.
- Caracalla (Asterus) : Grand Prix de Paris, Prix Royal Oak, Gold Cup, Prix de l'Arc de Triomphe.
- Coaraze (Coronach) : Prix du Jockey Club, Grand Prix de Saint-Cloud, Prix d'Ispahan. Tête de liste des étalons au Brésil.
- Goya (Sardanapale) : St. James's Palace Stakes, deux fois tête de liste des étalons en France (1947, 1948).
- Ambiorix (Pharos) Grand Critérium, Prix Lupin, tête de liste des étalons américains en 1961.
- Cillas (Craig an Eran) : Prix du Jockey Club, Prix Jacques Le Marois.
- Tourment (Shred) : Poule d'Essai des Poulains, Prix Royal Oak.
- Marcius (Teddy) : Trois fois tête de liste des pères de mères en Afrique du Sud.
- Tornado (Swynford) : 2e Prix du Jockey Club, Prix de l'Arc de Triomphe.
- Gaspillage (Son-In-Law) : Poule d'Essai des Poulains.

## Origines
Tourbillon est issu d'un croisement royal entre Ksar, le double vainqueur du Prix de l'Arc de Triomphe et tête de liste des étalons en France en 1931, et la championne Durban, lauréate du Grand Critérium et du Prix Vermeille. Acquise yearling par Marcel Boussac, Durban continue une lignée royale : fille de Banshee, qui a gagné la Poule d'Essai des Pouliches, pris le premier accessit du Prix Morny et la troisième place du Prix de Diane, c'est une petite fille de la grande poulinière américaine Frizette, importée en France en 1908 et que le richissime Marcel Boussac jugea élégant d'envoyer à l'abattoir lorsque, à 24 ans, elle ne sut plus faire son office de reproductrice. Frizette fut également la mère de Durzetta (Prix Morny, Prix de la Forêt, 2e Prix de Diane) et sa descendance apporta à l'ingrat Boussac quatre Prix du Jockey Club (Tourbillon, Cillas, Auriban, Acamas), trois Poule d'Essai des Pouliches (Banshee, Caravelle, Corejada, Djelfa), deux Prix de Diane (Corejada, Apollonia, les Irish Oaks (Corejada) et bien d'autres trophées. Cette lignée (la famille 13-c) va par ailleurs jusqu'aux Hall of Famers Myrtlewood, Dahlia et Seattle Slew, aux lauréats du Prix de l'Arc de Triomphe Akiyda, Sinndar et Rail Link, aux grands étalons Mr. Prospector et Darshaan, et à bien d'autres représentants de cette famille 13-c fondée par la jument Stray Shot, née en 1872. 

### Pedigree
| Origines de Tourbillon (FR), mâle bai né en 1928 | Origines de Tourbillon (FR), mâle bai né en 1928 | Origines de Tourbillon (FR), mâle bai né en 1928 | Origines de Tourbillon (FR), mâle bai né en 1928 |
| ------------------------------------------------ | ------------------------------------------------ | ------------------------------------------------ | ------------------------------------------------ |
| Père Ksar                                        | Brûleur                                          | Chouberski                                       | Gardefeu                                         |
| Père Ksar                                        | Brûleur                                          | Chouberski                                       | Campanule                                        |
| Père Ksar                                        | Brûleur                                          | Basse Terre                                      | Omnium II                                        |
| Père Ksar                                        | Brûleur                                          | Basse Terre                                      | Bijou                                            |
| Père Ksar                                        | Kizil Kourgan                                    | Omnium II                                        | Upas                                             |
| Père Ksar                                        | Kizil Kourgan                                    | Omnium II                                        | Bluette                                          |
| Père Ksar                                        | Kizil Kourgan                                    | Kasbah                                           | Vigilant                                         |
| Père Ksar                                        | Kizil Kourgan                                    | Kasbah                                           | Katia                                            |
| Mère Durban                                      | Durbar                                           | Rabelais                                         | St. Simon                                        |
| Mère Durban                                      | Durbar                                           | Rabelais                                         | Satirical                                        |
| Mère Durban                                      | Durbar                                           | Armenia                                          | Meddler                                          |
| Mère Durban                                      | Durbar                                           | Armenia                                          | Urania                                           |
| Mère Durban                                      | Banshee                                          | Irish Lad                                        | Candlemas                                        |
| Mère Durban                                      | Banshee                                          | Irish Lad                                        | Arrowgrass                                       |
| Mère Durban                                      | Banshee                                          | Frizette                                         | Hamburg                                          |
| Mère Durban                                      | Banshee                                          | Frizette                                         | Ondulee (famille 13-c)                           |